# Мені пощастило кохати тебе
«Мені пощастило кохати тебе» (ісп. Mi fortuna es amarte) — мексиканський телесеріал 2021 року у жанрі драми та створений компанією Televisa. В головних ролях — Сусанна Гонсалес, Давид Сепеда, Серхіо Сендель, Шанталь Андере. Перша серія вийшла в ефір 8 листопада 2021 року. Серіал має 1 сезон. Завершився 92-м епізодом, який вийшов у ефір 13 березня 2022 року. Продюсер серіалу — Нікандро Діас Гонсалес.
Серіал є адаптацією колумбійського серіалу «Любов до смерті», 2008 року.

## Сюжет
Наталія Роблес присвятила своє життя сім'ї. Напередодні святкування 20-ї річниці весілля вона дізнається про зраду свого чоловіка Адріана Канту, який вирішив втекти з Веронікою Аланіс, найкращою подругою Наталії. Адріан і Вероніка придумали план втечі після обману клієнтів агентства нерухомості, де вони обоє є партнерами разом із Маріо, бойфрендом Вероніки. Адріан залишає Наталію в боргах, проте, незважаючи на важку ситуацію, вона вирішує рухатися далі, щоб виростити своїх дочок Андреа і Регіну. З іншого боку, Вісенте Рамірес страждає від втрати своєї дружини Лусії Ньєто, яку вбили під час пограбування. Син Вісенте Бенджамін став свідком смерті матері та отримав травму, внаслідок якої перестав говорити. Наступного дня після похорону Лусії Вісенте дізнається, що він став жертвою шахрайства з боку агентства нерухомості Адріана.

## Актори та ролі
| Актор                    | Роль                                 |
| ------------------------ | ------------------------------------ |
| Сусанна Гонсалес         | Наталія Роблес Гарсія                |
| Давид Сепеда             | Вісенте «Ченте» Рамірес Перес        |
| Серхіо Сендель           | Адріан Канту Гарза                   |
| Шанталь Андере           | Констанца Роблес Гарсія              |
| Омар Фієрро              | Еліас Хаддад Нассар                  |
| Луїс Феліпе Товар        | Густаво «Таво» Мартінес Санчес       |
| Карлос де ла Мота        | Маріо Рівас Акоста                   |
| Мішель Гонсалес          | Ольга Паскуаль Чавес                 |
| Ана Берта Еспін          | Тереза Гарсіа Хіменес                |
| Ліссет                   | Самія Карам Мансур                   |
| Луз Елена Гонсалес       | Соледад «Чоле» Паскуаль Гама         |
| Мішель Вієт              | Фернанда Дієс Акунья                 |
| Дайрен Чавес             | Валентина Круз Лопес                 |
| Рікардо Сілва            | Клаудіо Севілья Леон                 |
| Едуардо Ліньян           | Карлос Зуно                          |
| Хімена Кордоба           | Таня Рівас Акоста                    |
| Денія Агальяну           | Вероніка Алан Гомес                  |
| Маркос Монтеро           | Вільям Монтеро                       |
| Рікардо Франко           | Фелікс Нуньєс                        |
| Said P.                  | Нестор «Сінба» Пенья                 |
| Карлос Мосмо             | Донован                              |
| Фернанда Урдапільєта     | Андреа Канту Роблес                  |
| Родріго Бранд            | Омар Хаддад Карам                    |
| Рамсес Алеман            | Хуан Габріель «Хуанга» Рамірес Перес |
| Даніела Мартінес         | Регіна Канту Роблес                  |
| Андрес Васкес            | Хосе Хосе «Пепе Пепе» Рамірес Перес  |
| Андре Себастьян Гонсалес | Бенхамін Рамірес Ньєто               |
| Кармен Салінас           | Маргарита «Магос» Домінгес Негрете   |
| Марія Рохо               | Маргарита «Магос» Домінгес Негрете   |
| Адріана Фонсека          | Лусія Ньєто Пас                      |
| Арчі Лафранко            | Педро                                |
| Марія Прадо              | Хуана «Хуаніта»                      |
| Роберто Тельйо           | Беніто                               |
| Хосе Луїс Дюваль         | Ортіс                                |
| Лорена Сан-Мартін        | Патрісія де ла Гарса                 |
| Ганс Гайтан              | Маурісіо                             |
| Валерія Сантаелла        | Кімберлі                             |
| Єкатерина Києва          | Елена                                |
| Моніка Понт              | Марія Кампузано                      |
| Діана Голден             | Макорина                             |
| Альфредо Альфонсо        | Фабіан                               |
| Луїс Артуро              | Лоренцо                              |
| Марко Муньос             | Хуліан Реус                          |
| Марко Уріель             | Теллес                               |
| Рене Касадос             | Еліодоро Флорес                      |
| Беа Ранеро               | Сандра Арельяно                      |
| Хуан Відаль              | Марко Сальдівар                      |
| Сандра Монтойя           | федеральний агент                    |
| Карлос Мігель            | Луїс Галіндо                         |
| Юрі                      | себе                                 |
| Los Ángeles Azules       | себе                                 |

## Сезони
| Сезон | Епізоди | Епізоди | Оригінальний показ | Оригінальний показ | Оригінальний показ |
| Сезон | Епізоди | Епізоди | Перший показ       | Останній показ     | Мережа             |
| ----- | ------- | ------- | ------------------ | ------------------ | ------------------ |
| 1     | 92      | 92      | 8 листопада 2021   | 13 березня 2022    | Las Estrellas      |

## Аудиторія
| Країна трансляції | Сезон | Розклад       | Серії | Перший ефір          | Перший ефір | Останній ефір     | Останній ефір | Середній бал |
| Країна трансляції | Сезон | Розклад       | Серії | Дата                 | Дата        | Дата              | Дата          | Середній бал |
| ----------------- | ----- | ------------- | ----- | -------------------- | ----------- | ----------------- | ------------- | ------------ |
| Мексика           | 1     | 20:30 — 21:15 | 92    | 8 листопада 2021 р 1 | 3,68        | 13 березня 2022 р | 5,18          | 4,16         |
| США               | 1     | 21:00 — 22:00 | 95    | 21 лютого 2022 р     | 1,793       | 8 липня 2022 р    | 1,825         | 1,606        |
| Бразилія          | 1     | 18:15 — 19:15 | 103   | 4 грудня 2023 р      | 4           | 1 травня 2024 р   | 3             | 3,95         |

## Нагороди та номінації
| Рік  | Премія                  | Категорія                                                     | Номінант                                        | Результат |
| ---- | ----------------------- | ------------------------------------------------------------- | ----------------------------------------------- | --------- |
| 2021 | TV Adicto Golden Awards | Найкраща тематична пісня                                      | «Mi fortuna es amarte», Юрі, Los Ángeles Azules | Перемога  |
| 2021 | TV Adicto Golden Awards | Найкращий дитячий актор                                       | Андре Себастьян Гонсалес                        | Перемога  |
| 2021 | TV Adicto Golden Awards | Найкраща акторка-злодійка                                     | Шанталь Андере                                  | Перемога  |
| 2021 | TV Adicto Golden Awards | Найкращий заслужений актор                                    | Луїс Феліпе Товар                               | Перемога  |
| 2021 | TV Adicto Golden Awards | Особлива шана                                                 | Кармен Салінас                                  | Перемога  |
| 2022 | TV Adicto Golden Awards | Найкращий кінець мильної опери, яка розпочалася минулого року | Нікандро Діас Гонсалес                          | Перемога  |

## Версії
| Рік  | Країна   | Українська назва | Оригінальна назва | Кількість | Кількість | В головних ролях                                                       | Компанія           | Канал              |
| Рік  | Країна   | Українська назва | Оригінальна назва | сезонів   | серій     | В головних ролях                                                       | Компанія           | Канал              |
| ---- | -------- | ---------------- | ----------------- | --------- | --------- | ---------------------------------------------------------------------- | ------------------ | ------------------ |
| 2008 | Колумбія | Любов до смерті  | La quiero a morir | 1         | 128       | Ана Марія Трухільйо, Міхайль Мулкай, Луїджі Айкарді, Маргарита Муньйос | Caracol Televisión | Caracol Televisión |